# Māndalgarh
Māndalgarh är en ort i Indien.   Den ligger i distriktet Bhīlwāra och delstaten Rajasthan, i den centrala delen av landet, 400 km sydväst om huvudstaden New Delhi. Māndalgarh ligger 380 meter över havet och antalet invånare är 21 569.
Terrängen runt Māndalgarh är huvudsakligen platt, men åt sydväst är den kuperad. Runt Māndalgarh är det ganska tätbefolkat, med 166 invånare per kvadratkilometer. Det finns inga andra samhällen i närheten. Trakten runt Māndalgarh består till största delen av jordbruksmark.